# Ким Ён Гван
Ким Ён Гван (кор. 김영광?, 金永光?, 28 июня 1983, Кохын) — южнокорейский футболист, игравший на позиции вратаря. Выступал за сборную Республики Корея.

## Карьера
Профессиональную карьеру начинал в клубе «Чоннам Дрэгонз», где выступал с 2002 по 2006 год, сыграв в 65-и матчах. В декабре 2006 года за 2,2 млн долларов перешёл в «Ульсан Хёндэ».
Играл в молодёжной и олимпийской сборной Кореи. Принимал участие в Олимпийских играх 2004 года. С того же года призывается в основную сборную. Был включён в заявку на чемпионаты мира 2006 и 2010 года.
В 2014 году стал игроком «Кённама».
В 2015 году перешёл в команду «Сеул И-Лэнд», за которую сыграл 148 матчей.
В марте 2020 года перешёл в «Соннам».